# 天選庶民的真命之選
《天選庶民的真命之選》是由MADOSOFT及kuwa games開發，在2024年7月26日發售的戀愛冒險類型成人遊戲。HIKARI FIELD於2024年11月8日發行中文版。

## 故事
敘述出生於貧民區男主角布波能凪獲得進入精英子女專屬的教育機構「櫻元學園」的權利，在希望藉此機會扭轉人生同時面對針對身份低微外來者的負面感情和陰謀向他席捲而來的故事。

## 登場人物

### 主要角色
布波能凪
男主角。出生於貧民區。獲得每年僅限一人的「櫻元學園」入學權利。
一色奏命（聲：奏雨）
學園3年級學生。櫻元學園的學生會會長。明治時代華族階層「一色家」的家主。雙親去世。
蓼科伊舞（聲：秋野花）
學園2年級學生。櫻元學園校內所有運動系社團的總管。合氣道高手。
夜刀空空瑠（聲：相模恋）
學園1年級學生。櫻元學園校內所有文化系社團的總管。人工智慧工程師。國內自動機械研究屈指可數的研究者之一。
燈莉（聲：七種結花）
與布波能凪一樣是珠賀良區孤兒院裡長大的孩子之一。稱呼凪為「哥哥」。為了幫助凪而潛入櫻元學園。

#### 次要角色
五號
負責做「天選之人」獲選者的嚮導和監督的全自律型自動人偶。
北條花（聲：天知遥）
學園3年級學生，學生會副會長。
北條空（聲：礁氷珊瑚）
學園3年級學生，學生會書記。
大屋汐莉（聲：飴川紫乃）
學園1年級學生，擔任運動類社團總管的助理。
一之瀨七（聲：北大路ゆき）
學園3年級學生，科學社的副部長。
婆婆（聲：白砂菓夏海）
孤兒院的老師，凪和燈莉的義母。
葦華真智（聲：御苑生メイ）
學生宿舍的宿管。
成宮帝雄
學園2年級學生，凪的同班同學。
獅童龍司
學園2年級學生，學生會成員，擔任風紀委員長。

## 外部連結
- 官方网站（日語）
- 中文版網站 （页面存档备份，存于）（简体中文）
- 《天選庶民的真命之選》在視覺小說數據庫的頁面 （英文）